# Wasserdargebot

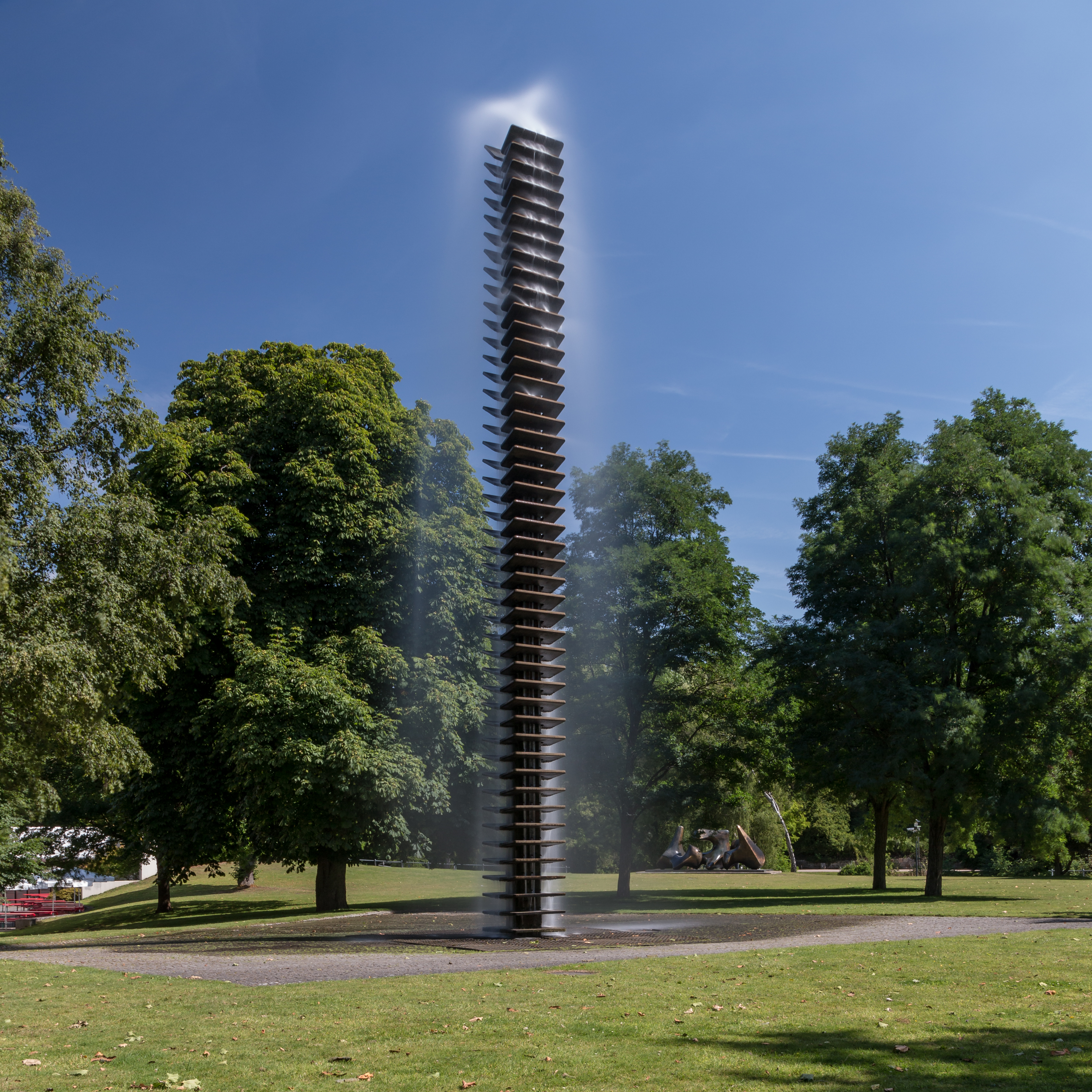
Wasser-Plastik in Münster

Das Wasserdargebot ist ein Begriff aus der Hydrologie, dessen Größe eine Grundlage der Wasserwirtschaft ist. Sein Wert steht für die zur Verfügung stehende nutzbare Menge der Ressource „Süßwasser“, die in Form von Grund- und Oberflächenwasser dem natürlichen Wasserkreislauf eines Staates oder einer Region potenziell langfristig entnommen werden kann. Überschreitet die Wasserentnahme einen bestimmten Prozentsatz der Ressourcen, entsteht Wasserstress.
Der Wert für das Wasserdargebot wird in der Regel für ein 30-jähriges Zeitintervall aus der Wasserbilanz bestimmt und steht damit für das Mittel der 30-jährigen Grundwasserneubildung. Die Bilanz auf Jahresbasis ergibt die erneuerbare Wasserressource, die beträchtlichen jährlichen Schwankungen um das potentiell langfristige Wasserdargebot unterliegt.

## Hintergrund
Das Wasserdargebot ist von den physisch vorhandenen Wasserressourcen abhängig. Bezogen auf die 1,4 Milliarden km³ Wasser auf der Erde sind nur etwa 2,5 Prozent Süßwasser. Davon ist ein Großteil in Schnee und Eis (z. B. Gletscher) gebunden, sodass für den Menschen nur 0,3 Prozent relativ leicht zugänglich sind. Am Ende stehen dadurch für die menschliche Nutzung noch rund 100.000 km³ zur Verfügung, die hauptsächlich im Grundwasser gespeichert sind. Der Rest wird aus den natürlichen Gewässern und den Talsperren entnommen.

## Berechnung
Die Berechnung des Dargebots erfolgt auf Basis langjähriger Zeitreihen der Messergebnisse vom Niederschlag sowie der Verdunstung vom Boden und der von der Pflanzendecke. Beiden Verdunstungswerte zusammen bilden die Evapotranspiration. Aus den Zeitreihen wird jeweils der statistische Mittelwert pro Jahr gebildet. Nachdem vom Niederschlag die beiden Werte für die Verdunstung abgezogen sind müssen noch die aus den Nachbarländern bzw. Nachbarregionen zufließenden Wassermengen addiert werden. Die Summe wird als gebietsbürtige oder interne Wasserressource bezeichnet. Mit den Jahreswerten der 30 Jahre ergibt sich das Wasserdargebot.

## Wassernutzungsindex
Dem Wasserdargebot stehen die für den Gebrauch erforderlichen Wasserentnahmen gegenüber. Die danach verbleibende Wassermenge im Dargebot steht der Natur zur Verfügung. Hauptsächlich befindet sich diese Menge im Grundwasser gespeichert und der Rest füllt die Gewässer, also die Flüsse und Seen der betroffenen Region oder des Landes.
Stellt man die Summe der Wasserentnahmen ins Verhältnis zum Wasserdargebot ergibt sich daraus der Wassernutzungsindex. Er ist ein Maß für die Wasserverfügbarkeit. Der international gültige Orientierungswert von 20 % wird als kritisch bezeichnet, da er die Grenze zum Wasserstress definiert. Ab einer Marke von 40 % wird von starkem bzw. extremem Wasserstress ausgegangen. Dabei kann der Anstieg im Wassernutzungsindex die Folge einer verstärkten Wasserentnahme sein oder durch die Verknappung des natürlichen Wasserdargebots ausgelöst werden.
Wasserstress ist eine Vorform der Wasserknappheit und bedeutet ein steigendes Risiko für Umweltprobleme und wirtschaftliche Schwierigkeiten bis hin zur Ausbreitung von Krankheiten.

## Wasserverfügbarkeit
Eine ausreichende Wasserverfügbarkeit wird durch die Wasserentnahme beeinflusst und hängt davon ab, wie das Wasser gespeichert, bewirtschaftet und den verschiedenen Nutzern zugewiesen wird. Sie umfasst Fragen der Bewirtschaftung von Oberflächenwasser und Grundwasser sowie Fragen des Wasserrecyclings und der Wiederverwendung. Eine entscheidende Rolle spielt darin die zielgerichtete Bewirtschaftung der Gewässer. Diese wird durch kurzfristige Maßnahmen als auch durch langfristige Planungen gesteuert, weshalb das Wasserdargebot sowie die erneuerbare Wasserressource im Auge behalten werden müssen.
Für die Berechnung der Wasserverfügbarkeit wird die Summe der Wasserentnahmen durch die Zahl der Einwohner geteilt. Dadurch ergibt sich die Menge Wasser, die einer Person pro Jahr zur Nutzung zur Verfügung steht. Der Wert ist international als Falkenmark-Index bekannt geworden. Der Index ist der am häufigsten verwendete Indikator zur Messung und Beschreibung der Wasserverfügbarkeit für den menschlichen Gebrauch, der auch von der UNESCO verwendet wird. Er bestimmt einen Wert für die erneuerbaren Wasserressourcen einer Region oder eines Landes. Schwellenwert ist ein Betrag von 1700 m³ pro Kopf und Jahr, der mindestens zur Verfügung stehen muss, damit die Wasserversorgung gesichert ist. Darunter herrscht Wasserarmut oder Wasserstress. Unter 1000 m³ pro Kopf und Jahr wird Wasser knapp und die Gesundheit der Menschen ist gefährdet. Unter 500 m³ pro Kopf und Jahr herrscht absolute Wasserknappheit, die auch als  Wassernot bezeichnet wird. Dies ist das äußerste Versorgungminimum und zeigt sich derzeit auf der arabischen Halbinsel und in der Sahelzone.
Klimawandel-bedingt ist zu beobachten, dass sich als Folge der Destabilisierung des Klimas durch anthropogen verursachte Treibhausgasemissionen das Hin- und Herschwanken zwischen Phasen anhaltender Trockenheit und Phasen mit starken Niederschlägen über Teile eines Jahres hinweg (im statistischen Mittel) verschärft hat, was bedeutet, dass, über Teile eines Jahres betrachtet, Niederschläge ungleichmäßiger herabregnen und dementsprechend die kurzfristigen Möglichkeiten des Entnehmens von Wasser aus natürlichen Gewässervorkommen mit Fortschreiten des Klimawandels (im statistischen Mittel) stärker variieren. Klimaanpassungsmaßnahmen werden auf Seiten von Wasserversorgern und Behörden und ein stärker Klima-angepasstes Verhalten wird auf Seiten der Verbraucher erforderlich.

## Recht am Wasser
Mit der Verfügbarkeit von Wasser stellt sich die Frage, wem das Wasser gehört. In Deutschland ist dies durch das Wasserhaushaltsgesetz geregelt, wonach prinzipiell das Grundwasser und das oberirdische fließende Wasser nicht eigentumsfähig sind. Die Kommunen sind dafür zuständig, dass Wasser in ausreichenden Maß, hygienisch einwandfrei und erschwinglich zur Verfügung gestellt wird.

## Wasserdargebot Deutschland
Für Deutschland erfolgt die Ermittlung des Wasserdargebots über die Wasserbilanz durch die Bundesanstalt für Gewässerkunde. Für den Zeitraum 1991 bis 2020 betrug das potenzielle Wasserdargebot in Deutschland 176 km³ bzw. 176 Milliarden m³ Wasser. Im Vergleich zum letzten 30-jährigen Zeitraum von 1961 bis 1990, als noch 188 km³ zur Verfügung standen, ist dies eine Verringerung um 6,4 %. In beiden Perioden war die Niederschlagssumme ungefähr gleich hoch. Der Rückgang ist auf die verstärkte Verdunstung aufgrund der höheren Temperaturen zurückzuführen.
Für Deutschland als Gesamtheit ist die Verringerung kein Problem, da die jährliche Wasserentnahme in den letzten 30 Jahren ebenfalls kontinuierlich geringer geworden ist. Vor allem ist dies auf der geringeren Entnahmen durch die Energieversorger zurückzuführen, die infolge der abnehmenden Nutzung von Kernenergie und Kohle weniger Kühlwasser benötigen. Im Jahr 2019 betrug die gesamte Entnahme rund 20 km³, die seit 1991 um 57 % zurückgegangen ist. Gemäß Statistischem Bundesamt verteilt sich die Wasserentnahme auf folgende Hauptnutzer:
| Anteil | Nutzer                              | Menge   | Anteil Dargebot     |
| ------ | ----------------------------------- | ------- | ------------------- |
| 44,2 % | Energieversorgung                   | 8,8 km³ | 5 % vom Dargebot    |
| 26,8 % | Bergbau und verarbeitendes Gewerbe  | 5,4 km³ | 3,1 % vom Dargebot  |
| 26,8 % | öffentliche Wasserversorgung        | 5,4 km³ | 3,1 % vom Dargebot  |
| 2,2 %  | landwirtschaftliche Wasser Entnahme | 0,4 km³ | 0,2 % vom Dargebot  |
| 100 %  | gesamte Entnahme                    | 20 km³  | 11,4 % vom Dargebot |

Damit stand der Natur z. B. für die Grundwasserneubildung eine Menge von 156 km³ zur Verfügung. In der Summe ergibt sich für Deutschland ein Wassernutzungsindex von 11,4 %, der schon seit 2007 unter dem Schwellenwert von 20 % liegt. Trotzdem kann Wassermangel in einigen Regionen auftreten, wie in den letzten trockenen Jahren registriert werden musste. Ablesbar ist dies anhand des Falkenmark-Index für 2020. Laut Umweltbundesamt betrug die erneuerbare Wasserressource in Deutschland 116 km³. Mit rund 85 Millionen Einwohnern der BRD wird der Index zu einem Wert unter der Grenze von 1700 m³ pro Kopf und Jahr berechnet.
Zwar herrscht in deutschlandweit im Mittel kein Wasserstress, jedoch gibt es regionale und saisonale Unterschiede. So ist der Niederschlag in Deutschland sehr ungleich verteilt. Regionen wie Brandenburg und Sachsen-Anhalt sind besonders niederschlagsarm. Andere Regionen, zum Beispiel im Alpenvorland, sind niederschlagsreich. So können Grundwasservorkommen in Küstennähe durch eindringendes Meerwasser versalzen. Durch sinkende Grundwasserstände können Moore und Feuchtgebiete austrocknen oder auch Wälder geschädigt werden.